# Torpes (Saona y Loira)
 Torpes  es una población y comuna francesa, en la región de Borgoña, departamento de Saona y Loira, en el distrito de Louhans y cantón de Pierre-de-Bresse.

## Demografía
| 641 | 564 | 486 | 410 | 351 | 364 |
| Para los censos de 1962 a 1999 la población legal corresponde a la población sin duplicidades (Fuente: INSEE [Consultar]) |     |     |     |     |     |